# Werraaue bei Berka und Untersuhl
Die Werraaue bei Berka und Untersuhl wird von der mäandrierenden Werra, verlandeten Altarmen mit Schilfröhrichten und Auwaldresten sowie von feuchten Senken und Flutmulden geprägt. Die weitgehend ebene, naturnahe und vielgestaltige Landschaft an der ehemaligen deutsch-deutschen Grenze im westthüringischen Wartburgkreis ist zum Lebensbereich von schutzwürdigen Tier- und Pflanzenarten geworden. Seltenen Vögeln bietet die Aue Lebensraum, sie wird zu den wertvollsten Wiesenbrütergebieten Thüringens gezählt. Um das auentypische Grünland zu schützen und zu bewahren, wurde der Bereich im April 1996 zum Naturschutzgebiet erklärt. Als Teilbereich eines Flora-Fauna-Habitat-Gebiets und eines Vogelschutzgebiets gehört die Werraaue zu dem länderübergreifenden Schutzgebietsnetz Natura 2000, das auf europäischer Ebene die ökologische Vielfalt erhalten und fördern will. Eine besondere Bedeutung haben die Aue und die benachbarten Naturschutzgebiete auch im Biotopverbund des „Grünen Bandes“.

## Lage
Das Naturschutzgebiet liegt in einer breiten Talweitung am Mittellauf der Werra. In diesem Bereich ist der Verlauf der Landesgrenze zum hessischen Landkreis Hersfeld-Rotenburg besonders verwinkelt. Das Schutzgebiet erstreckt sich am westlichen Rand des Wartburgkreises zwischen Dippach im Süden und Gerstungen im Norden und gehört administrativ zu den Gemarkungen von Berka, dem Verwaltungssitz der Stadt Werra-Suhl-Tal und Untersuhl, einem Ortsteil von Gerstungen. Unmittelbar an die Werraaue bei Berka und Untersuhl schließt sich das hessische Naturschutzgebiet Obersuhler Aue mit Feuchtwiesen und Kiesteichen an und westlich das thüringische Naturschutzgebiet Dankmarshäuser Rhäden.
Naturräumlich wird die Aue dem Berkaer Becken zugeordnet, an das im Osten Oberellener Hügelland und Frauenseer Hügelland angrenzen. Es sind Untereinheiten des Salzunger Werraberglands im Osthessischen Bergland. Nach dem innerthüringischen, nur landesweit einteilenden System der Landesanstalt für Umwelt und Geologie liegt das Naturschutzgebiet in dem Bereich der Einheiten „Bad Salzunger Buntsandsteinland“ und „Werraaue Gerstungen-Creuzburg“.

## Die Aue

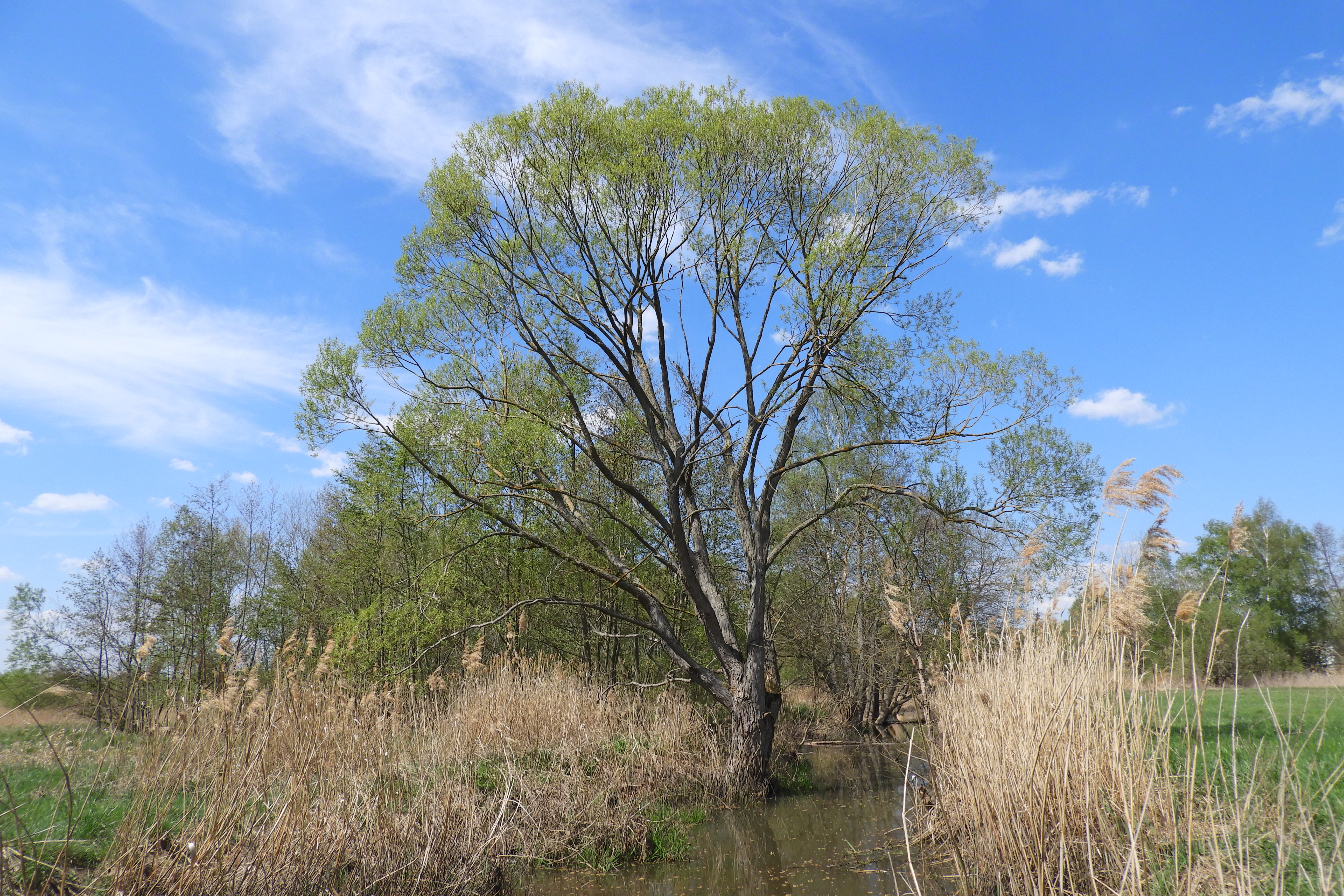
Motiv aus dem nördlichen Teil des Naturschutzgebiets zwischen Berka und Obersuhl

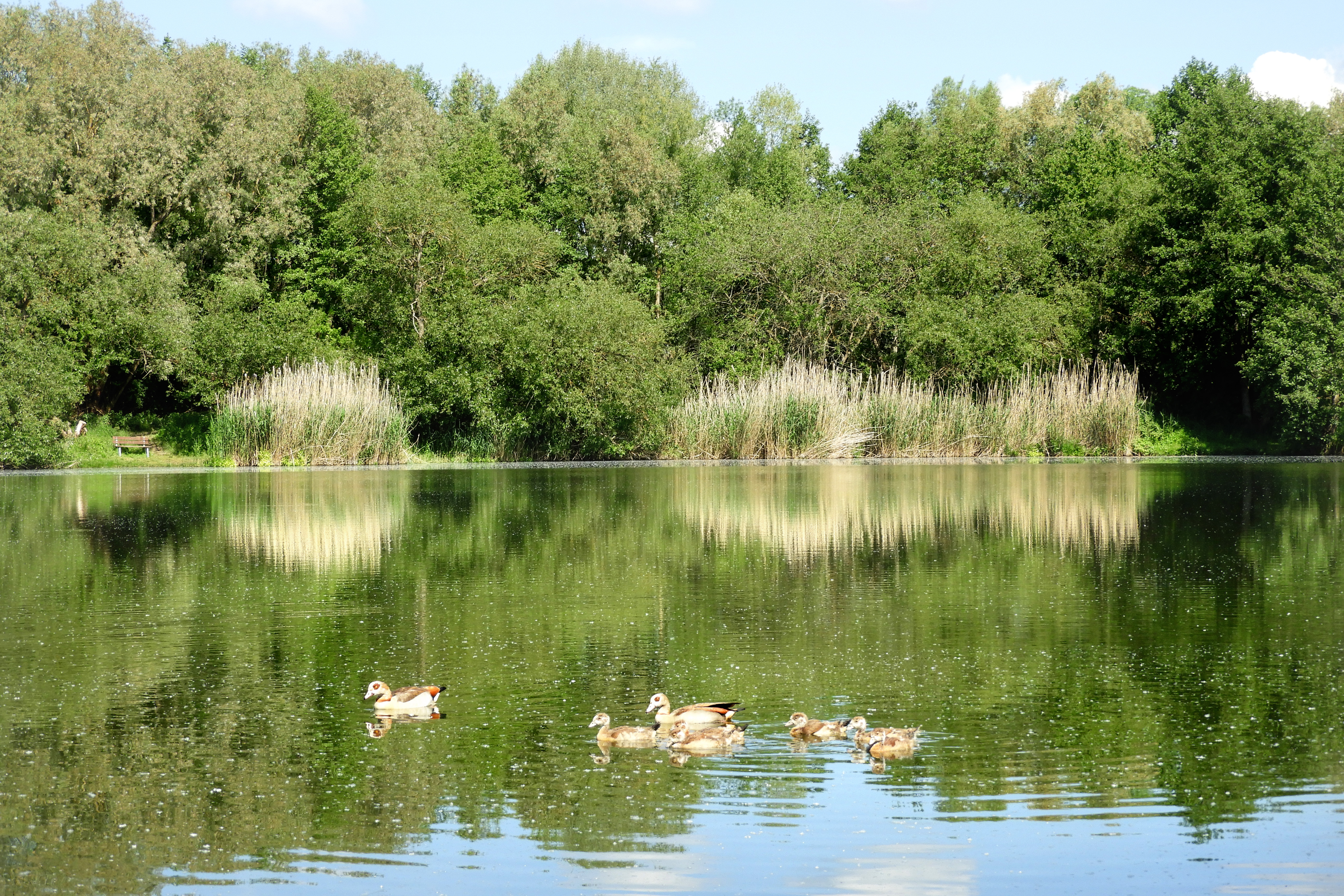
Das „Baggerloch“ in der Aue bei Untersuhl

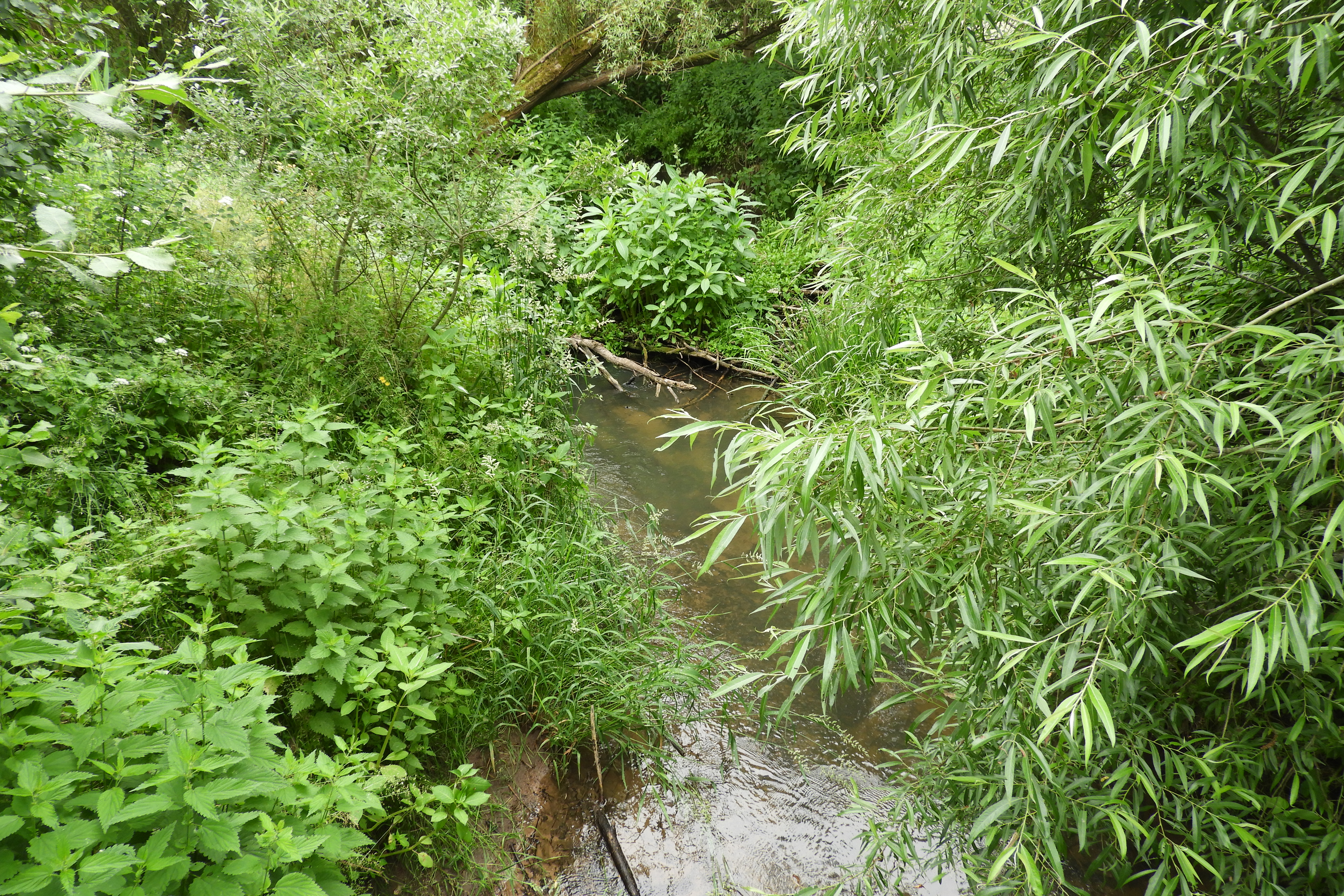
Entwässerungsgraben im nordöstlichen Bereich

Der Untergrund der Aue besteht aus den im Zeitabschnitt des Pleistozäns abgelagerten Sand- und Kiesschichten, über denen sich sandige, auch schluffig-tonige, teilweise muddig-torfige Sedimente des Holozäns befinden. Bis in das 16. Jahrhundert wuchsen hier ausgedehnte Auwälder, bis mit der wachsenden Bevölkerung und der Ausdehnung der Kulturlandschaft die Flächen trockengelegt und als Grünland genutzt wurden. Die Flussbegradigungen zwischen 1850 und 1860, die die Werra bei Untersuhl um etwa 1,2 km verkürzten, führten zu einer vermehrten Eintiefung mit Auswirkungen auf die Uferstruktur und den Grundwasserspiegel. Die Aue wird über ein System von Gräben entwässert. Die bedeutendsten unter ihnen sind der Rheden- oder Rhädengraben im Norden und der Erlichsgraben im Süden. Im Nordteil des geschützten Bereichs sind noch mehrere abgeschnittene Altarme zu finden, die teilweise zu feuchten Senken verlandet sind und teilweise auch renaturiert wurden. Hier liegt auch das „Baggerloch“, eine ehemalige Kiesgrube. Vom Ende des 19. Jahrhunderts bis etwa 1930 wurden die Kieslager innerhalb des heutigen Naturschutzgebiets ausgebeutet. Nach der beendeten Auskiesung und nach intensiver ackerbaulicher Nutzung begann im Jahr 1994 die Renaturierung der Feuchtlebensräume. Zu den Maßnahmen gehörten die Wiederherstellung von Grünland, die Entmüllung und Sanierung eines Altarms, die Herstellung von zwei Bachschlingen am begradigten Rhedengraben sowie der Bau von Einrichtungen zum gezielten Einstau und Ablassen von Wasser zur Simulation der früher regelmäßig vorkommenden Hochwasserereignisse.
Anfang 2020 begannen weitere Arbeiten zur Renaturierung der links der Werra zufließenden Gewässer. Im Rahmen von Ausgleichsmaßnahmen der Thüringer Fernwasserversorgung zur Kompensation, der durch den Bau der Trinkwassertalsperre Leibis-Lichte entstandenen Eingriffe in die Natur im Thüringer Schiefergebirge, sollen Teile des Rhedengrabens und der Weihe naturnaher gestaltet und ihr alter Verlauf teilweise wiederhergestellt werden. Die beiden Bäche waren im Lauf der historischen Entwicklung an der innerdeutschen Grenze mehrfach umgelegt und begradigt worden. Künftig sollen sich flache und tiefere Abschnitte sowie langsam und schneller fließende Bereiche abwechseln. Zudem soll ein „Entwicklungskorridor“ geschaffen werden, in dem sich die Bäche mit Laufumlagerungen, Uferabbrüchen und Anlandungen eigendynamisch entfalten können.
Die Vegetation in der Aue wird geprägt von relativ artenarmen Fettweiden, in denen das Deutsche Weidelgras dominiert. Die steilen Ufer, der durch die Einleitung von Salzen über Produktionsabwässer der weiter südlich angesiedelten Kaliindustrie stark belasteten Werra, sind zumeist von Stickstoff liebenden Staudenfluren bedeckt, vorherrschende Art ist hier die Glanz-Melde. Die „Baggerloch“ genannte ehemalige Kiesgrube ist von einem breiten Schilf-Röhricht gesäumt und im Bereich der verlandeten Altwasserreste haben sich Flutrasen ausgebildet. Als bemerkenswert angesehen wird das massenhafte Auftreten des Kurzähren-Quellers zwischen Berka und Dippach sowie der Strand-Aster, was auf die hohen Salzkonzentrationen zurückgeführt wird. Große Grünlandflächen werden mit Robustrinderrassen extensiv beweidet und nur eingeschränkt gedüngt. Mahd und Beweidung dürfen auf bestimmten Flächen erst sehr spät erfolgen, um Gelegezerstörungen der Wiesenbrüter zu minimieren.

## Fauna

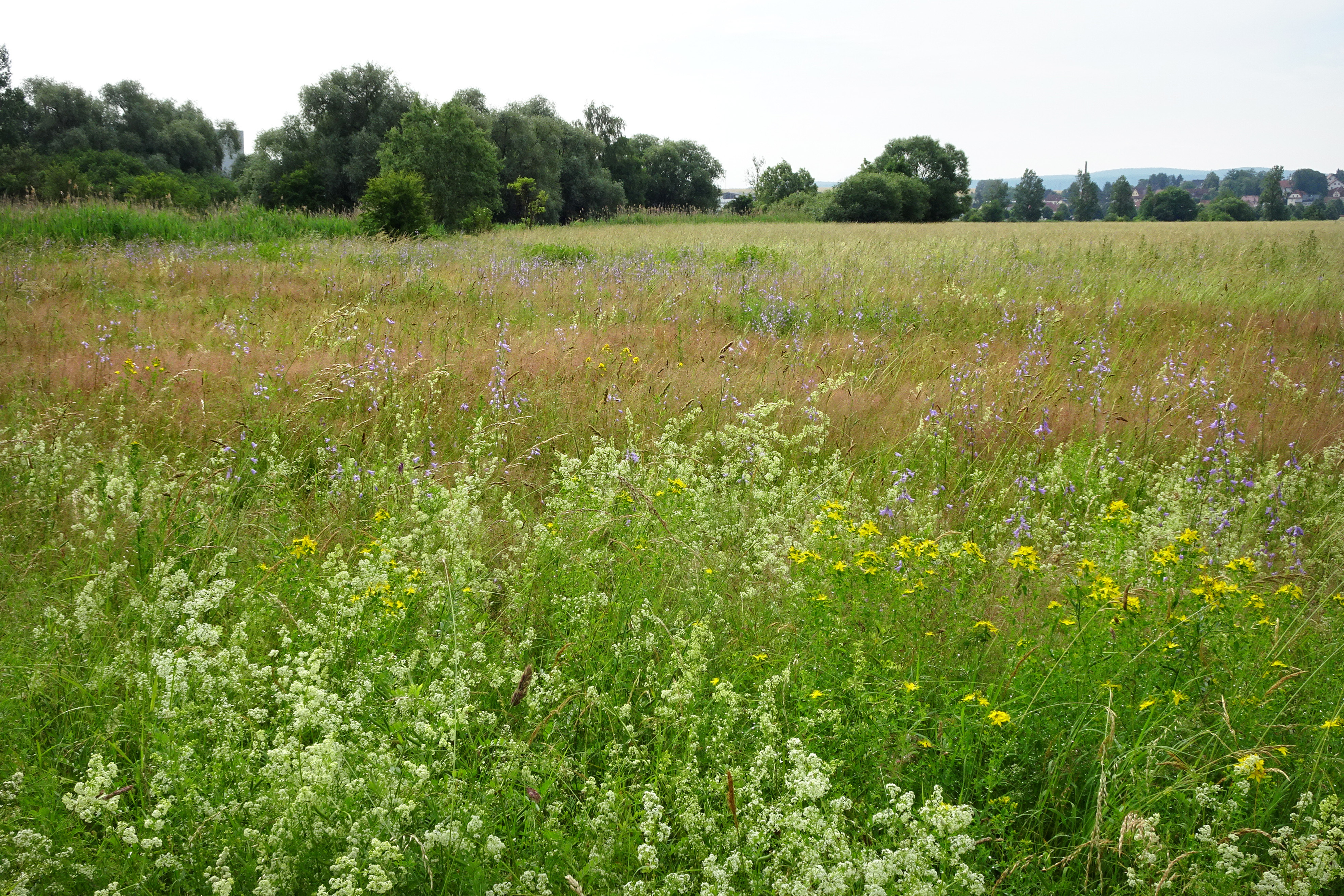
Um die Gelege der Wiesenvögel zu schützen, werden einige Flächen erst sehr spät gemäht oder beweidet

Zu den Arten, die die Aue als Brutvögel nutzen, gehören Braunkehlchen, Schafstelze, Teichralle und Wiesenpieper. Bei Beutelmeise, Neuntöter und Rohrweihe besteht Brutverdacht. Dem Weißstorch dient die Werraaue als Nahrungshabitat. Beobachtet wurden hier auch Eisvogel, Rot- und Schwarzmilan, Schwarzstorch und Zwergtaucher. Das Naturschutzgebiet wird als wichtiger Bestandteil eines der wertvollsten Gebiete für Wiesenbrüter Thüringens angesehen. Diese Vogelarten des Offenlands haben es in der heutigen Landschaft schwer. Sie sind „Verlierer“ der fortschreitenden Intensivierung der Landwirtschaft und der unaufhaltsamen Flächenzerschneidung durch Verkehrs- und Infrastrukturprojekte. So musste der Bestand des Großen Brachvogels in Thüringen als erloschen eingestuft werden und deutlich abnehmende Bestände haben Kiebitz und Bekassine. Negative Bestandsentwicklungen zeigen ebenfalls Brachpieper, Braunkehlchen, Rebhuhn, Raubwürger, Steinschmätzer und Wiesenpieper.

## Unterschutzstellung

### Naturschutzgebiet

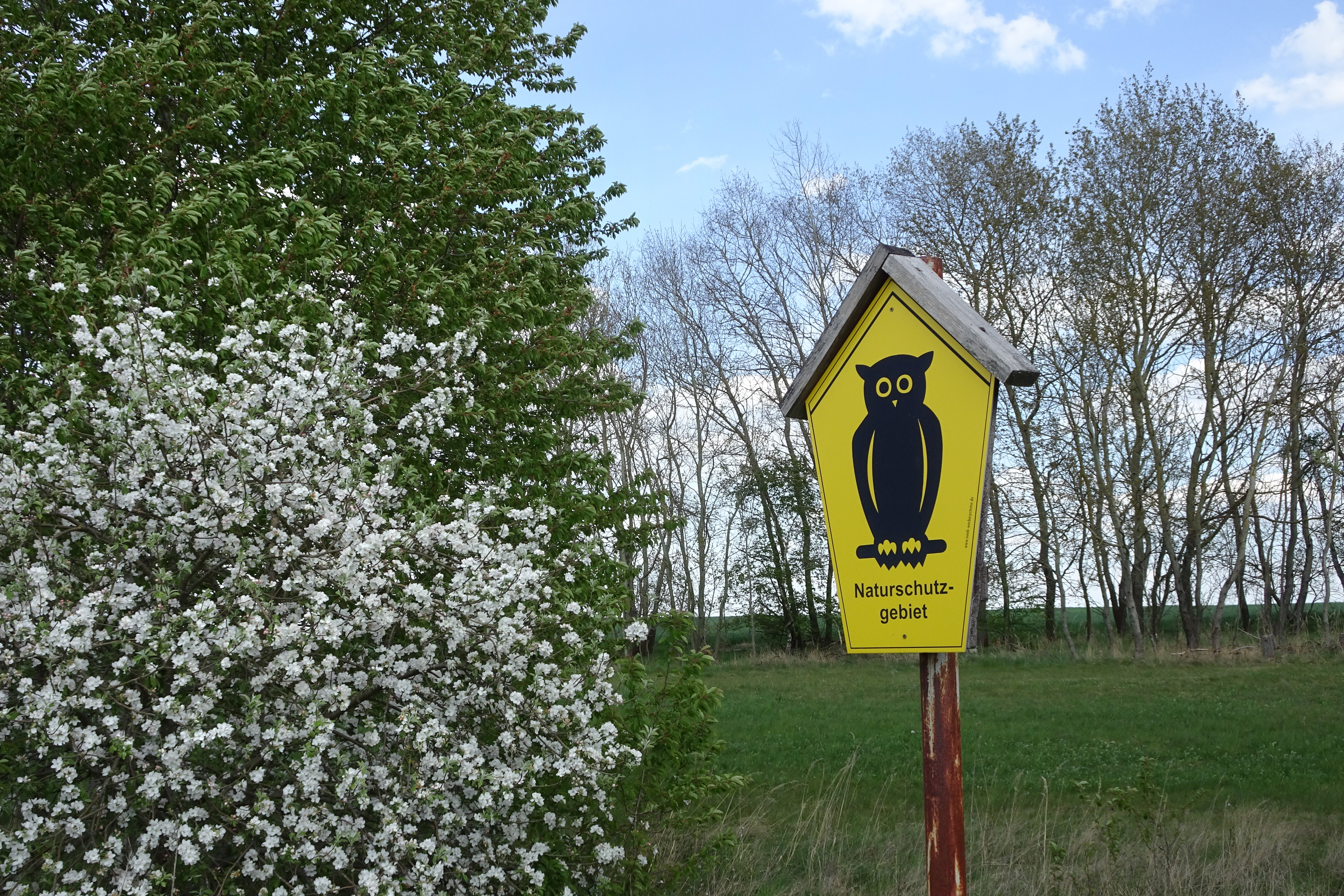
Im April 1996 wurde der Auenbereich zum Naturschutzgebiet erklärt

Nach einer einstweiligen Sicherstellung in den Jahren von 1990 bis 1995 als Naturschutzgebiete „Werraaue bei Untersuhl“, „Werraaue südwestlich Berka“ und „Werraaue östlich Dankmarshausen“ folgte die endgültige Unterschutzstellung am 30. April 1996. Mit Verordnung vom 2. April 1996 des Thüringer Landesverwaltungsamtes in Weimar wurden 255,8 Hektar unter dem Namen „Werraaue bei Berka und Untersuhl“ als Naturschutzgebiet ausgewiesen. Die Verordnung formulierte neben anderen als besondere Schutzzwecke:
- Den naturnahen Abschnitt der Werraaue mit auentypischen gefährdeten und geschützten Lebensräumen zu erhalten und zu pflegen sowie die Alleen als landschaftsprägendes Element zu schützen.
- das Gebiet als Lebensraum, Brut, Nahrungs- und Rastplatz für Vogelarten wie Wiesenbrüter, Schilfbewohner und Zugvögel sowie als Lebensraum, Laich- und Nahrungsplatz für Amphibien zu sichern und zu entwickeln sowie Störungen und Beunruhigungen fernzuhalten.
- die für die Werraauen charakteristischen weiten Auenwiesen zu schützen und sie mit der traditionellen Nutzungsform der extensiven Grünlandbewirtschaftung zu pflegen.[1][7]

Das Naturschutzgebiet hat die thüringeninterne Kennung 216 und den WDPA-Code 166255.

### Flora-Fauna-Habitat-Gebiet

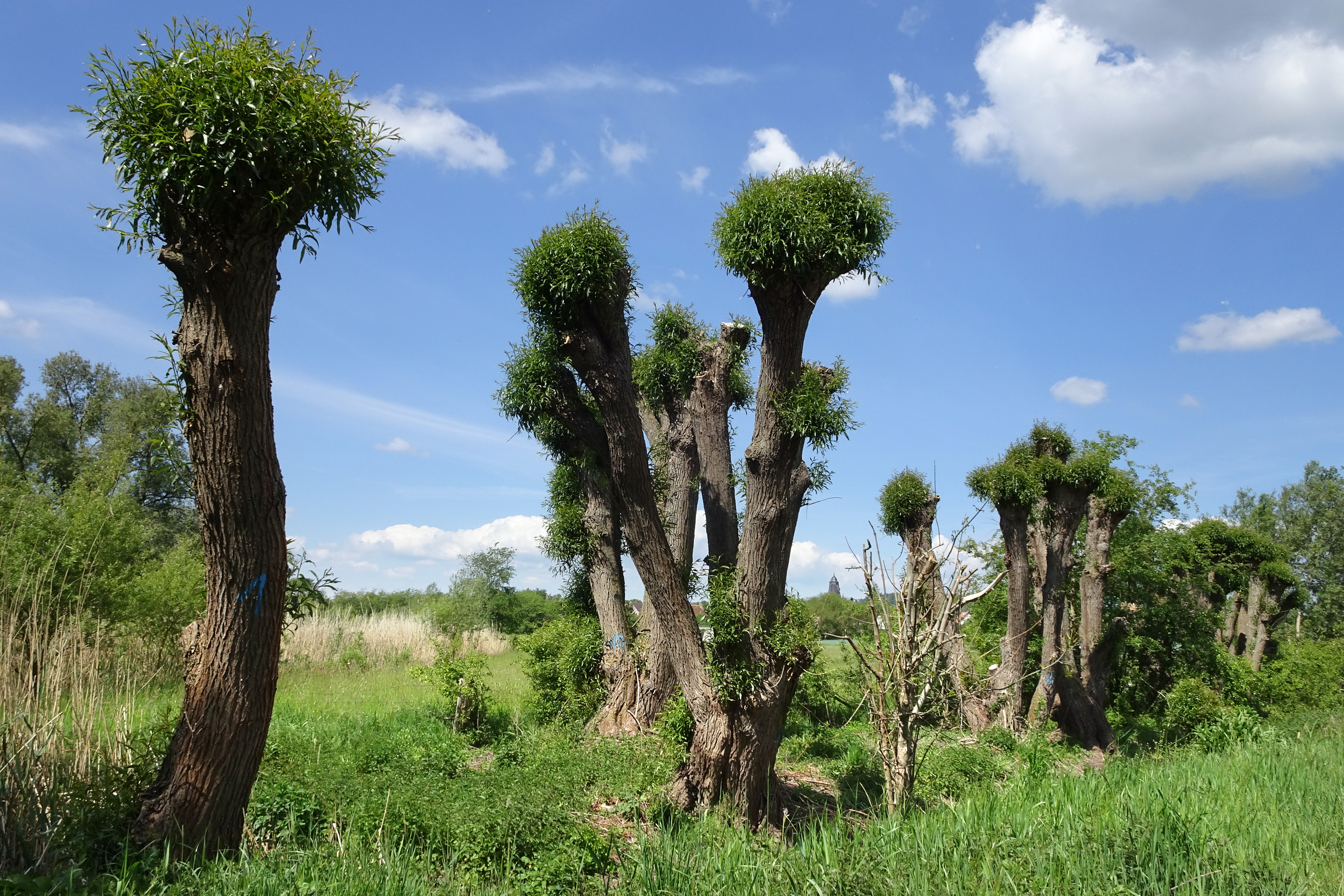
Kopfweiden in der Untersuhler Aue

Mit 206,9 Hektar liegt das Naturschutzgebiet zum größten Teil im FFH-Gebiet „Werra bis Treffurt mit Zuflüssen“, das sich mit vielen Teilflächen von den Quellbereichen bis zur Landesgrenze bei Treffurt erstreckt. Das Natura-2000-Gebiet repräsentiert ein ausgedehntes Fließgewässersystem mit einer flutenden Wasserpflanzenvegetation und der hieran angepassten Fauna. Angrenzend haben sich wertvolle Lebensraumkomplexe entlang des Flusses ausgebildet.
Zu den Schutzzielen gehören die Erhaltung
- des naturnahen Flusslaufs der Werra und einiger ihrer Nebengewässer mit den für Thüringen bedeutsamen Populationen der Westgroppe und des Bachneunauges sowie dem Vorkommen des Fischotters,
- der Auslaugungsseen, Altarme und anderer Gewässer,
- der Lebensräume der Gelbbauchunke und des Kammmolchs,
- der extensiven Mähwiesen und einer Binnensalzstelle mit Habitaten des Dunklen Wiesenknopf-Ameisenbläulings sowie
- der Lebensräume der Fledermäuse, unter ihnen Kleine Hufeisennase, Bechstein-, Mops- und Teichfledermaus. Mit der Bechstein- und der Mopsfledermaus beherbergt das Auengebiet zwei sogenannte Verantwortungsarten, für deren Erhalt und Schutz sich Deutschland nach der Nationalen Strategie zur biologischen Vielfalt besonders verpflichtet hat.

In dem europäisch vernetzten Schutzgebietssystem Natura 2000 hat das insgesamt 2.260 Hektar große Gebiet die Nummer 5328-305, den WDPA-Code 555520705 und landesintern die Kennung 111.

### Europäisches Vogelschutzgebiet
Die Werraaue bei Berka und Untersuhl liegt vollständig in dem Vogelschutzgebiet „Werra-Aue zwischen Breitungen und Creuzburg“, zu dem die meisten der thüringischen Naturschutzgebiete der Mittleren Werra gehören. Die übergreifenden Schutzziele sind im Wesentlichen die Erhaltung oder gegebenenfalls die Wiederherstellung des naturnahen Flusslaufs und der Stillgewässer, der großen Grünlandflächen mit ihren feuchten Bereichen sowie der mit den Auengewässern verbundenen Auwald-, Gehölz- und Sumpfhabitate. Zu den gebietsbezogenen Schutzobjekten gehören Vogelarten, für deren Erhaltung nach dem Anhang I der Vogelschutzrichtlinie der Europäischen Union besondere Maßnahmen ergriffen werden müssen sowie die regelmäßig auftretenden, gegen Veränderungen ihrer Lebensräume empfindlichen Zugvögel nach Artikel 4 Abs. 2. Von den im Gebiet zu schützenden knapp achtzig Vogelarten wurden nach der aktuellen „Roten Liste der Brutvögel Thüringens“ die Bestände von Fischadler, Kleinem Sumpfhuhn, Flussuferläufer, Großem Brachvogel und Uferschnepfe als landesweit ausgestorben oder verschollen eingestuft. Rohrdommel, Tüpfelsumpfhuhn, Weißstorch, Zwergdommel, Kiebitz, Krickente, Lachmöwe, Raubwürger und Saatkrähe werden als vom Aussterben bedroht angesehen und Wachtelkönig, Braunkehlchen, Knäkente und Wendehals gelten als stark gefährdet.
Das mehr als 2500 Hektar große Vogelschutzgebiet hat die EU-Nummer 5127-401, die thüringeninterne Kennung 18 und den WDPA-Code 555537614.

### „Grünes Band“
Das Verbundsystem der feuchten Auenstandorte des Mittleren Werratals, zu dem die Werraaue bei Berka und Untersuhl gehört, will länderübergreifend die auentypischen Lebensräume vernetzen und als bedeutende Genressource schützen und fördern. Es soll der Erhaltung und Entwicklung der Kette großflächiger Grünlandbereiche dienen, deren wechselfeuchten Wiesen, Stillgewässer mit Verlandungsbereichen, Röhrichte und Auwaldreste zu Lebensräumen zahlreicher Sumpf- und Wasservögel und für vom Aussterben bedrohte Wiesenbrüterarten geworden sind. Besondere Bedeutung besitzen die Werraauen in dem als „Korridor der Artenvielfalt“ bezeichneten „Grünen Band“ entlang der ehemaligen innerdeutschen Grenze. Das mit der Entscheidung des Thüringer Landtags vom 9. November 2018 zum Nationalen Naturmonument erklärte überregionale Naturschutzgroßprojekt verbindet zahlreiche seltene Lebensräume und soll zur Erhaltung der biologischen Vielfalt in Deutschland beitragen.

## Touristische Erschließung
- Das Naturschutzgebiet durchquert der Werratal-Radweg. Der als einer der beliebtesten Radfernwege Deutschlands angesehene Radwanderweg führt mit einer Länge von rund 300 km von den Werraquellen am Rennsteig bis nach Hann. Münden, wo die Werra auf die aus der Rhön kommende Fulda trifft und als Weser weiterfließt.
- Ebenfalls durch das Schutzgebiet führen die 11. Etappe des Grenzwanderweges „Grünes Band“ von Philippsthal nach Herleshausen und die 9. und 10. Etappe des „Werra-Burgen-Steigs X5“ von Vacha nach Berka und von Berka zur Ruine Brandenburg. Entlang des Weges wurden Ruhebänke aufgestellt und Schautafeln informieren über das Gebiet.
- Den Wasserwanderern gestattet die Naturschutzgebietsverordnung das Befahren der Werra „zur zügigen Durchfahrt ausschließlich mit Muskelkraft betriebenen Booten“, die im Naturschutzgebiet nicht angelandet werden dürfen.